# Cent nouvelles nouvelles
Les Cent Nouvelles nouvelles sont un recueil de nouvelles commandé par le duc de Bourgogne Philippe le Bon qui en est le dédicataire et le reçoit entre 1456 et 1467. C'est le premier recueil moderne de contes de la littérature française. De la main d'un rédacteur unique, il présente cent histoires d'inspiration très libre, d'allure très gauloise, qui sont autant d'attaques lancées contre les femmes et les religieux ; elles sont présentées par trente-six conteurs, tous personnages historiques membres de la cour de Philippe le Bon.
Les diseurs se mettent en scène, utilisant leurs souvenirs, leurs expériences ou leurs lectures ; ils pillent, sans le dire, le Décaméron de Boccace (traduit en français par Laurent de Premierfait), les  Confabulationes ou Facéties du Pogge (Poggio Bracciolini), les fabliaux français, la Disciplina Clericalis de Pierre Alphonse[précision nécessaire], ainsi que la chronique de Georges Chastellain. D'autres sources d'inspiration ont façonné les Cent Nouvelles nouvelles, telles que le Lidia, oeuvre théâtrale comique rédigée vers 1175, qui, selon Nelly Labère, aurait influencé la nouvelle n°12 des C.N.n. et l'avant-dernière nouvelle de la septième journée du Décaméron. On peut également noter que le Floridan et Elvide de Nicolas de Clamanges a servi de base à la 98e nouvelle, ainsi que la Marina notée par Albrecht von Eyb à l'avant-dernière nouvelle du recueil français. Le rédacteur déplace les anecdotes qu'il emprunte à des livres : elles se déroulent surtout dans les Flandres et en France, en Bourgogne, parfois à l'étranger (Angleterre, Allemagne, Italie, Provence, Lorraine, Espagne).

## L'identité controversée d'un auteur anonyme
Les Cent Nouvelles nouvelles ont été longtemps attribuées à tort à Antoine de La Sale, qui aurait signé la cinquantième de celles-ci, nouvelle importante du recueil, puisque centrale, selon certains chercheurs, tels que Luciano Rossi. Il en irait de même pour le Décaméron, selon certains exégètes, concernant la cinquantième nouvelle. Le style habituel d'Antoine de La Sale que l'on trouve dans les autres œuvres qu'on lui attribue avec raison diffère du style des C.N.n. En outre, Antoine de La Sale n'est pas homme à briguer l'anonymat. Son absence de la cour bourguignonne au moment de la gestation du recueil est, de plus, avérée. Enfin, Antoine de La Sale a révisé la source d'inspiration de la 98e nouvelle, le récit Floridan et Elvide, mais ce n'est pas sa version qui a été utilisée lors de l'écriture du recueil. L'historien Pierre Champion hésite entre Philippe de Loan et Philippe Pot mais c'est à ce dernier qu'il propose en définitive de reconnaître la paternité du recueil. La narration de quinze nouvelles revient à Philippe Pot. De plus, il s'agirait d'un homme cultivé et d'un latiniste compétent - aptitude nécessaire pour rédiger les Cent Nouvelles nouvelles, puisque les Facéties du Pogge n'étaient disponibles qu'en latin à l'époque de la conception du recueil français. Luciano Rossi a alimenté la controverse, dans le sens où il appréhende, sous les traits nébuleux de l'auteur, la figure de David Aubert. Il est l'auteur de plusieurs œuvres, dont les Conquestes et croniques de Charlemaine, présentant des convergences formelles avec les Cent Nouvelles nouvelles. Ces convergences formelles sont, en réalité, des lieux communs de la littérature médiévale. Une hypothèse plus récente, émise en 1994 et que l'on doit à Hisara Kondo, impute l'œuvre à Georges Chastellain. Elle se fonde, pour ce faire, sur la nouvelle 53, qui s'inspire d'une partie de la chronique de l'auteur bourguignon (voir note de bas de page). Alexandra Velissariou, qui relève cette supposition, ne l'infirme ni ne la confirme.
Ce que l'on peut avancer, à propos de ces hypothèses relatives à l'auteur des C.N.n., c'est que toutes ont été récusées et que cette identité reste encore aujourd'hui nébuleuse. Il est possible, cependant, que le recueil contienne des informations sur la personnalité et la vie de l'auteur. La rédaction des C.N.n. - celui qui a pensé l'œuvre et celui qui l'a rédigée sont parfois deux individus distincts au Moyen Âge - est le fait d'une seule personne, car, au dire d'un Roger Dubuis, qui a traduit l'œuvre en français moderne, l'unité stylistique et structurelle est prégnante. L'auteur des C.N.n. est sans doute un membre de l'entourage de Philippe le Bon.

## Titres des nouvelles
Données à titre d'information d’après Roger Dubuis (éd.), Les Cent Nouvelles nouvelles, Paris, Honoré Champion éditeur, 2005. Les titres des Nouvelles n'existent pas dans la version originale des Cent Nouvelles nouvelles, ils ne sont que des ajouts ultérieurs proposés ici par Roger Dubuis.
Nouvelle 1 : La Serrure rouillée 

Nouvelle 2 : Le Médecin victime de son art

Nouvelle 3 : Un prêté pour un rendu

Nouvelle 4 : La Terrible Vengeance du vaillant mercier

Nouvelle 5 : Les Jugements de Monseigneur Talbot

Nouvelle 6 : Un Hollandais au paradis

Nouvelle 7 : Le Charretier, l’orfèvre et sa femme

Nouvelle 8 : Cosi fan tutte

Nouvelle 9 : On ne saurait penser à tout

Nouvelle 10 : Les Pâtés d’anguille 

Nouvelle 11 : L’Offrande faite au diable

Nouvelle 12 : La Quête du veau

Nouvelle 13 : Le Clerc eunuque

Nouvelle 14 : Le Faiseur de pape

Nouvelle 15 : Le Bourdon de frère Conrard

Nouvelle 16 : Le Mauvais Œil du chevalier

Nouvelle 17 : Le Président au tamis

Nouvelle 18 : La Chambrière cupide et le courtois chevalier

Nouvelle 19 : L’Enfant de la neige

Nouvelle 20 : Médecin malgré lui

Nouvelle 21 : Le Remède de Madame l’Abbesse

Nouvelle 22 : La Vache et le Veau

Nouvelle 23 : La Ligne de démarcation

Nouvelle 24 : La Demoiselle qui ramassait de l’herbe au coin d’un bois

Nouvelle 25 : La Chasse au furet

Nouvelle 26 : Gérard, Catherine et Conrard

Nouvelle 27 : Le Coffre aux habits

Nouvelle 28 : La Levrette récalcitrante

Nouvelle 29 : L’Art d’être père

Nouvelle 30 : Le Pèlerinage des trois marchands de Savoie

Nouvelle 31 : La Mule entremetteuse

Nouvelle 32 : La Dîme des Cordeliers

Nouvelle 33 : La Femme aux deux amants

Nouvelle 34 : Dieu dans le grenier

Nouvelle 35 : Un échange avantageux

Nouvelle 36 : La Main chaude

Nouvelle 37 : Le Jaloux et la Barbouillée

Nouvelle 38 : La Lamproie fantôme

Nouvelle 39 : La Servante au grand cœur

Nouvelle 40 : La Bouchère dans la cheminée

Nouvelle 41 : La Coutume des clercs

Nouvelle 42 : La Fausse Morte

Nouvelle 43 : Le Prix du péché

Nouvelle 44 : Les Déboires du curé marieur

Nouvelle 45 : Madame Marguerite

Nouvelle 46 : Des poires sur un poirier

Nouvelle 47 : La Mule de Madame la Présidente

Nouvelle 48 : Le Baiser interdit

Nouvelle 49 : La Robe rapiécée

Nouvelle 50 : Tel père, tel fils

Nouvelle 51 : La Distribution des enfants

Nouvelle 52 : Les Trois Enseignements du père mourant

Nouvelle 53 : La Méprise du curé de Sainte-Gudule

Nouvelle 54 : L’Heure du charretier

Nouvelle 55 : Le Remède souverain contre la peste

Nouvelle 56 : La Mort du loup

Nouvelle 57 : La Demoiselle berger

Nouvelle 58 : Une fâcheuse initiative

Nouvelle 59 : L’Amer Festin du compagnon qui aimait trop les femmes

Nouvelle 60 : Les Trois Bourgeoises tonsurées

Nouvelle 61 : Le Coffre au rat

Nouvelle 62 : Le Diamant perdu et retrouvé

Nouvelle 63 : Les Chemises de Montbléru

Nouvelle 64 : La Funeste Plaisanterie de monsieur le curé

Nouvelle 65 : L’Aubergiste du Mont-Saint-Michel

Nouvelle 66 : Du danger d’aller aux étuves

Nouvelle 67 : Le Chaperon fourré et la cordonnière

Nouvelle 68 : Le Déshabillage de la femme infidèle

Nouvelle 69 : La Triste Histoire de messire Clayz Utenhoven

Nouvelle 70 : La Corne du diable

Nouvelle 71 : Les Amants imprévoyants

Nouvelle 72 : Le Gentilhomme dans la garde-robe

Nouvelle 73 : La Huché du curé

Nouvelle 74 : L’Office interrompu

Nouvelle 75 : « Tu tardes trop, Robinet ! »

Nouvelle 76 : Le Chapelain pris au collet

Nouvelle 77 : Un bon fils

Nouvelle 78 : La Double Confession

Nouvelle 79 : Le Clystère miraculeux

Nouvelle 80 : Le Jeune Mari et le petit âne

Nouvelle 81 : Il ne faut pas courir deux lièvres à la fois

Nouvelle 82 : Jeux de mains

Nouvelle 83 : Le Festin du moine

Nouvelle 84 : Chat échaudé

Nouvelle 85 : Cruel Dilemme

Nouvelle 86 : La Sentence de Monseigneur l’Official

Nouvelle 87 : La Partie de colin-maillard

Nouvelle 88 : L’Homme traqué

Nouvelle 89 : Le Carême raccourci

Nouvelle 90 : Le Remède infaillible

Nouvelle 91 : La Femme incorrigible

Nouvelle 92 : Les Sœurs ennemies

Nouvelle 93 : Le Pèlerinage dans la chambre

Nouvelle 94 : Le Prêtre élégant

Nouvelle 95 : La Guérison de frère Aubry

Nouvelle 96 : Le Testament du chien du curé

Nouvelle 97 : La Femme du franc-buveur

Nouvelle 98 : La Jeune Fille et la mort

Nouvelle 99 : Le Vœu du clerc

Nouvelle 100 : Les Perdrix de Monseigneur l’Evêque

## Sources
- Conteurs français du XVIe siècle, Préface de Pierre Jourda (Bibliothèque de la Pléiade, Gallimard, 1956).